# Pentium 4
Pentium 4（ペンティアム・フォー）は、インテルが2000年11月20日に発表した、x86アーキテクチャのマイクロプロセッサである。

## 概要
NetBurstマイクロアーキテクチャに基づくx86アーキテクチャのマイクロプロセッサ(CPU)に付された商標である。集積トランジスタ数は4200万。最初の製品は2000年11月に発表され、当初はその単一製品に付した商品名と目されていた。しかしその後も後継のプロセスルールで製造されたが同名で販売され、結果として一連の製品を指す商標になった。そのため、同じくPentium 4を冠するCPUであってもプロセスルール（すなわち製品世代）によって性能が大きく異なる。それら製品世代を区別して指す場合には、（自作パソコンユーザーなどがそうするように）インテルが用いた社内開発コードネームをそのまま用いることが多い。本項でも以降の節では開発コードネームを見出しに用いる。

## デスクトップ向けラインナップ

### NetBurst世代
Willamette
2000年11月に発表された第一世代のPentium 4。180nmプロセスルールで製造され、256KBのL2キャッシュメモリを持つ。開発コードネームはウィラメット川からとられた。
当初はサポートするチップセットが、高価なRDRAMしか利用できないIntel 850チップセットのみで、Pentium 4に128MB分（64MBが2枚）のRIMM（RDRAMモジュール）を安価なPC-133 SDRAMと同等価格で同梱するなどの様々な販促活動を行ったが、あまり普及しなかった。このため、インテルは安価なPC-133 SDRAMが利用可能なIntel 845チップセットを止む無く発売した。なお、Intel 865系以降のチップセットはWillametteに対応していない。
発売当初はSocket 423を採用していたが、後にSocket 478を採用。Socket 423版に比べてインテグレーテッド ヒート スプレッダ (IHS) が大型化され、インターポーザ（サブストレート）のほぼ全面を覆うようになった。以後、LGA775版（コアを問わず）を含めこの形状が主流となる。
- 対応ソケット: Socket 423

| CPU                   | CPU            | CPU               | TDP (W) | FSB (MHz) |
| コア数 （スレッド数） | クロック (GHz) | L2キャッシュ (MB) | TDP (W) | FSB (MHz) |
| --------------------- | -------------- | ----------------- | ------- | --------- |
| 1 (1)                 | 2.0            | 0.25              | 71.8    | 400       |
| 1 (1)                 | 1.9            | 0.25              | 69.2    | 400       |
| 1 (1)                 | 1.8            | 0.25              | 66.7    | 400       |
| 1 (1)                 | 1.7            | 0.25              | 64      | 400       |
| 1 (1)                 | 1.6            | 0.25              | 61      | 400       |
| 1 (1)                 | 1.5            | 0.25              | 57.8    | 400       |
| 1 (1)                 | 1.4            | 0.25              | 54.7    | 400       |
| 1 (1)                 | 1.3            | 0.25              | 51.6    | 400       |

- 対応ソケット: Socket 478

| CPU                   | CPU            | CPU               | TDP (W) | FSB (MHz) |
| コア数 （スレッド数） | クロック (GHz) | L2キャッシュ (MB) | TDP (W) | FSB (MHz) |
| --------------------- | -------------- | ----------------- | ------- | --------- |
| 1 (1)                 | 2.0            | 0.25              | 71.8    | 400       |
| 1 (1)                 | 1.9            | 0.25              | 69.2    | 400       |
| 1 (1)                 | 1.8            | 0.25              | 66.7    | 400       |
| 1 (1)                 | 1.7            | 0.25              | 64      | 400       |
| 1 (1)                 | 1.6            | 0.25              | 61      | 400       |
| 1 (1)                 | 1.5            | 0.25              | 57.8    | 400       |
| 1 (1)                 | 1.4            | 0.25              | 54.7    | 400       |

Northwood

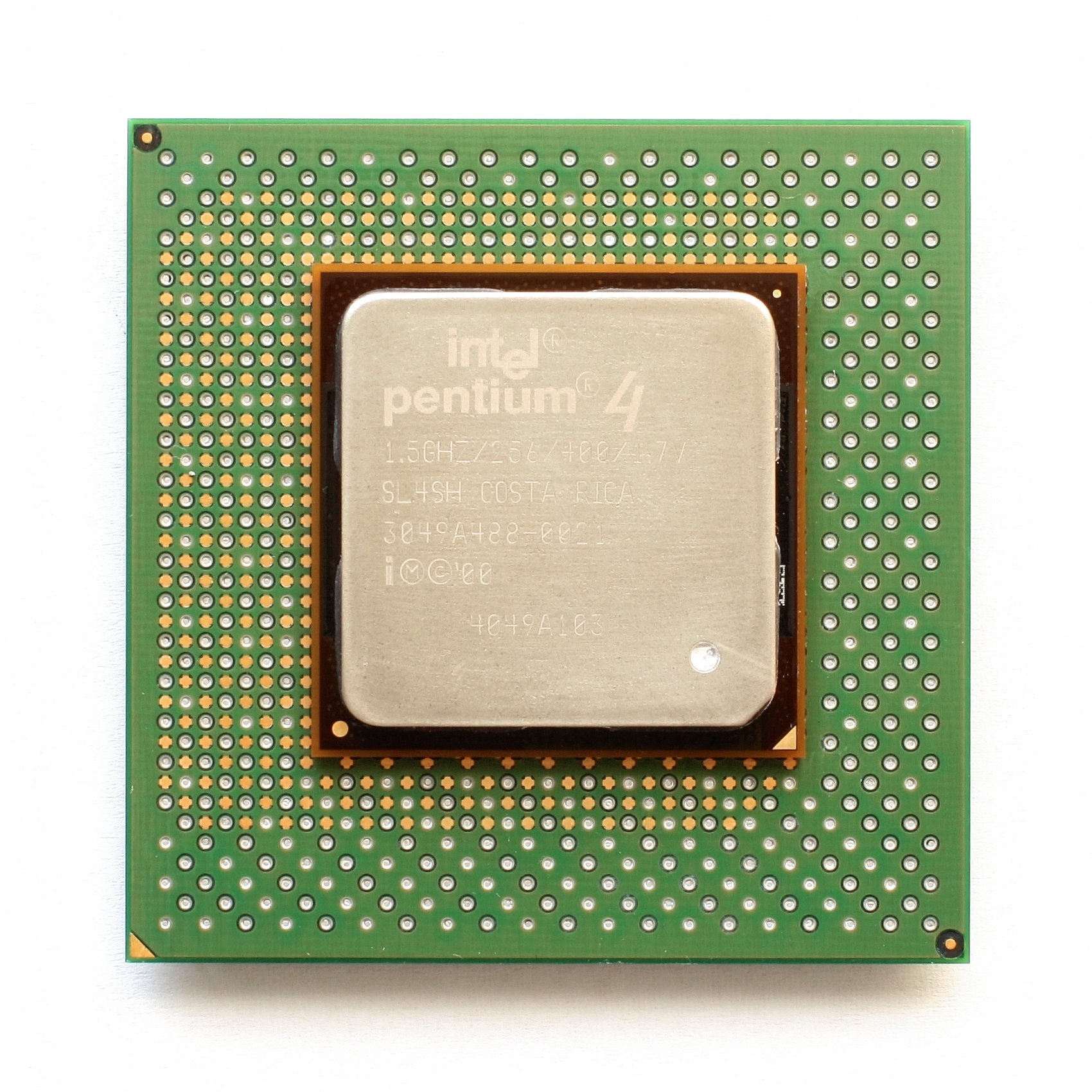
Pentium 4 1.50GHz (Socket423)

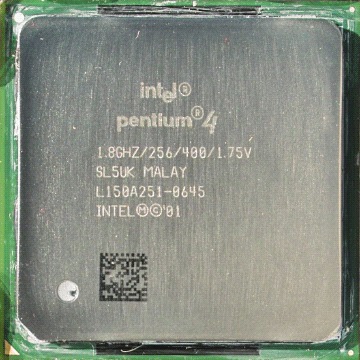
Pentium 4 1.80GHz (Socket478)

2002年1月に発表された第二世代のPentium 4。Willametteのルビーをそのまま130nmプロセスルールで製造した製品。製造プロセスの微細化による消費電力低減と、L2キャッシュメモリの倍増（256KBから512KB）による多少の性能向上を実現している。最大動作周波数は2004年2月販売開始品にて3.4GHzを達成した。
2002年11月には、Xeonプロセッサに引き続きハイパースレッディング（HT:Hyper-Threading Technology、同時マルチスレッディング）が利用可能なPentium 4がリリースされた。このHTに対応したチップセットとしてIntel 865/875シリーズが開発された。
後継製品のPrescottと比較してTDPと処理能力のバランスが良いとされ、日本の自作パソコンユーザーにはPrescott登場後も根強い人気があったが、2005年3月をもって製造を終了した。
- 対応ソケット: Socket 478

| CPU                   | CPU            | CPU               | TDP (W) | FSB (MHz) |
| コア数 （スレッド数） | クロック (GHz) | L2キャッシュ (MB) | TDP (W) | FSB (MHz) |
| --------------------- | -------------- | ----------------- | ------- | --------- |
| 1 (2)                 | 3.4            | 0.5               | 89      | 800       |
| 1 (2)                 | 3.2            | 0.5               | 82      | 800       |
| 1 (2)                 | 3.0            | 0.5               | 81.9    | 800       |
| 1 (2)                 | 2.8            | 0.5               | 69.7    | 800       |
| 1 (2)                 | 2.6            | 0.5               | 69      | 800       |
| 1 (2)                 | 2.4            | 0.5               | 66.2    | 800       |
| 1 (2)                 | 3.06           | 0.5               | 81.8    | 533       |
| 1 (1)                 | 2.8            | 0.5               | 68.4    | 533       |
| 1 (1)                 | 2.66           | 0.5               | 66.1    | 533       |
| 1 (1)                 | 2.53           | 0.5               | 61.5    | 533       |
| 1 (1)                 | 2.4            | 0.5               | 59.8    | 533       |
| 1 (1)                 | 2.26           | 0.5               | 58      | 533       |
| 1 (1)                 | 3.0            | 0.5               | 80      | 400       |
| 1 (1)                 | 2.8            | 0.5               | 68.4    | 400       |
| 1 (1)                 | 2.6            | 0.5               | 62.6    | 400       |
| 1 (1)                 | 2.5            | 0.5               | 61      | 400       |
| 1 (1)                 | 2.4            | 0.5               | 59.8    | 400       |
| 1 (1)                 | 2.2            | 0.5               | 57.1    | 400       |
| 1 (1)                 | 2.0            | 0.5               | 54.3    | 400       |
| 1 (1)                 | 1.8            | 0.5               | 68.1    | 400       |
| 1 (1)                 | 1.6            | 0.5               | 38      | 400       |

Prescott

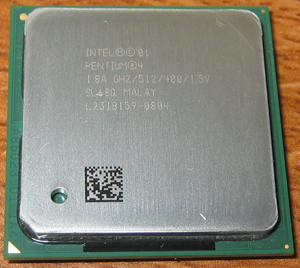
Pentium 4 1.8AGHz (Socket478)

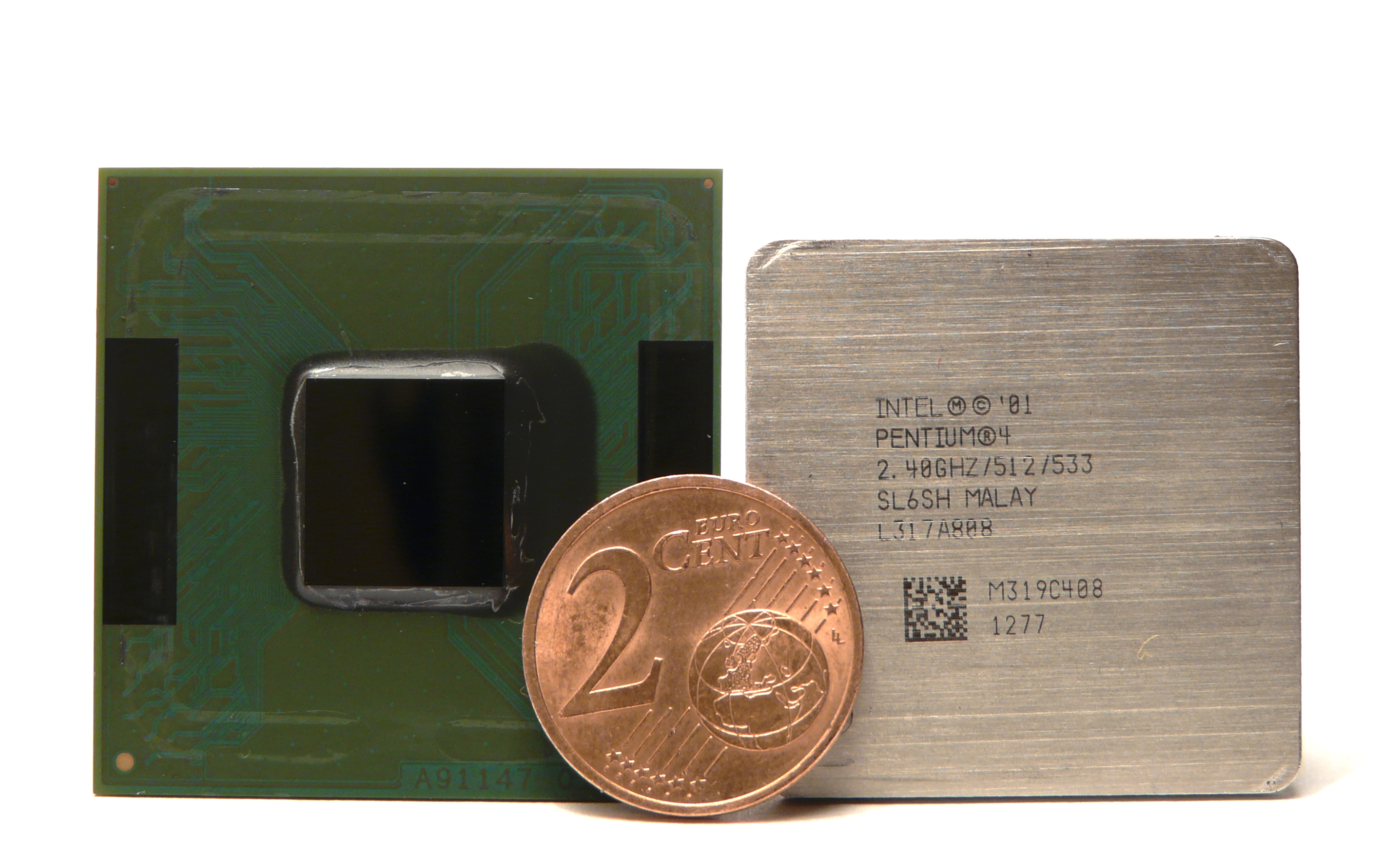
インテグレーテッド ヒート スプレッダを外したPentium 4 2.4GHz(FSB 533MHz Socket478)。
大きさ比較用の硬貨はユーロ 2c、直径 18.75 mm, 0.74 in

2004年2月に発表された90nmプロセスで製造される第三世代のPentium 4。L1データキャッシュを16KBに増量し、L2キャッシュメモリを1MBに増量し、さらなる高クロック化を想定してキャッシュアクセスのレイテンシとパイプライン段数を増加している。
パイプライン段数の増加による性能低下を抑えるため、間接分岐予測ユニット追加及び、トレースキャッシュBTBエントリー数の増量による分岐予測精度の向上、ストア － ロード・フォワーディングの強化、ハードウェアプリフェッチの強化などを行っている。このような改良を行ったものの、パイプラインの段数増加によって、1サイクルあたりの平均処理命令数は低下するため、同じ最大動作周波数のNorthwoodと比べると僅かながら性能は劣る。SSE2の拡張版にあたる「ストリーミングSIMD拡張命令3 (SSE3)」の他、一部製品ではバッファオーバーランを利用した攻撃プログラムの実行を防止する「エグゼキュート・ディスエーブル・ビット（XDビット）」や、AMD64互換の64ビット拡張である「Extended Memory 64bit Technology（EM64T、のちのIntel 64）」といった機能が追加されている。
初期の製品では従来のSocket 478に対応する製品も投入されたが、発売早々に775接点のLGAパッケージを採用するLGA775に移行している。LGA775はSocket Tとも呼ばれている。このTは次世代Pentium 4として開発していたTejasに由来する。Tejasではより消費電力が増えることから、電源供給ラインのコンタクト数を増加する目的でSocket Tの採用が予定されていたが、Prescottで既に同程度の消費電力になってしまったことに対する措置である。Prescottコアで発生したプロセッサの消費電力と発熱の問題を受けインテルはロードマップを大幅に変更した。以降、従来の動作クロックそのものの向上を重視する戦略から、1サイクルあたりの性能の向上を重視する方向へと開発方針を転換している。その時期を同じくして、製品名称に最高動作クロックを付けることを止め、代わりにプロセッサー・ナンバーを導入している。
2005年2月にはL2キャッシュが2MBのモデルが登場。これは開発を中止したTejasの代替として、上位製品であったXeonシリーズを流用して商品化したものである。Prescottとの比較では、L2キャッシュを1MBから2MBへ倍増し拡張版 Intel SpeedStep テクノロジ(EIST:Enhanced Intel SpeedStep Technology)に対応させたものと考えてよい。XDビットも実装された。プロセッサー・ナンバーは600番台となる。また、コンピュータの仮想化技術であるインテル バーチャライゼーション・テクノロジーを実装した製品（プロセッサー・ナンバーは6x2）も発表された。

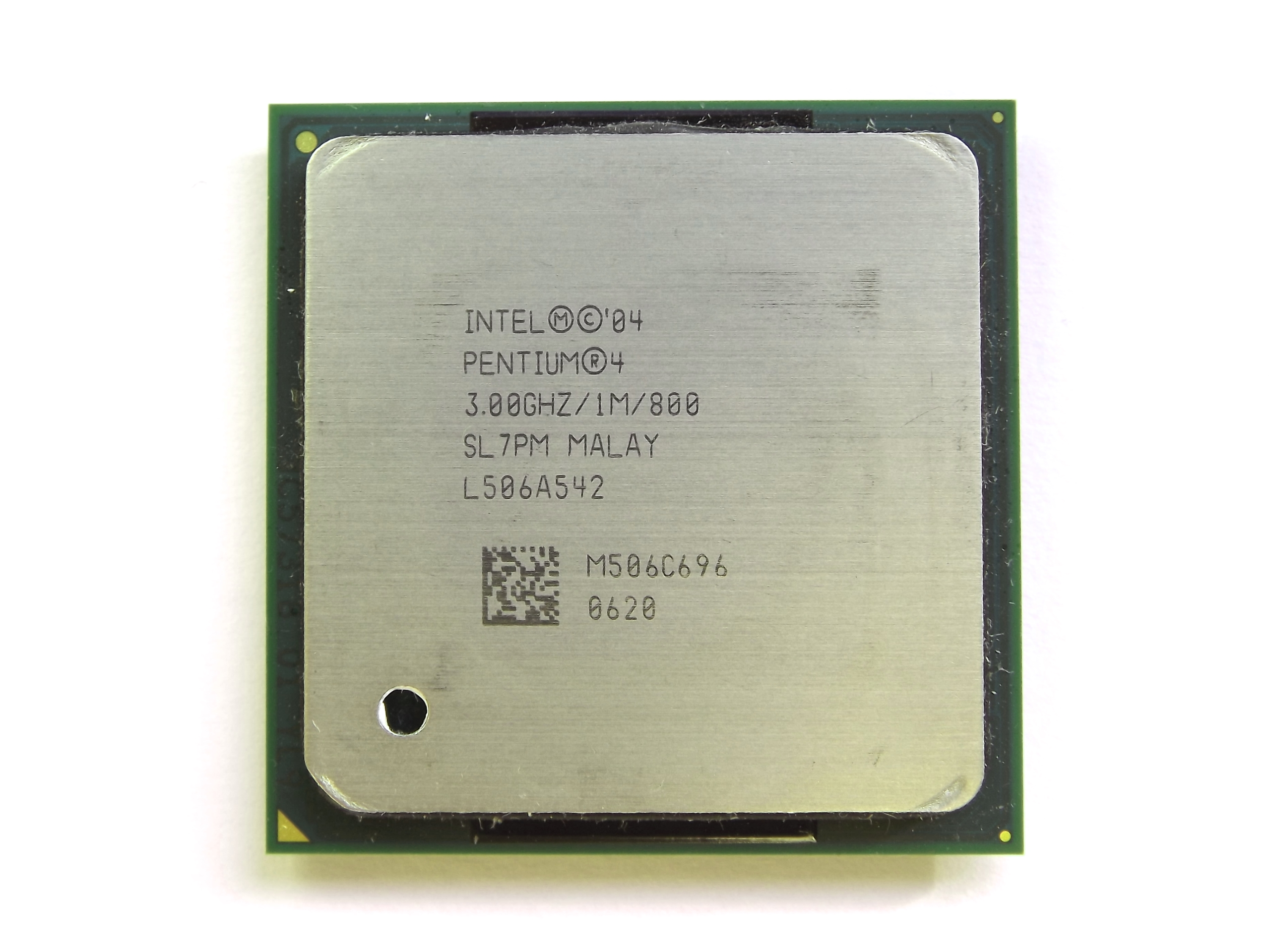
Pentium 4 3.00GHz (Socket478)

対応するインテル チップセットは、
- Intel 955X
- Intel 945シリーズ
- Intel 925Xシリーズ
- Intel 915シリーズ
- Intel 875P
- Intel 865シリーズ

である。
- 対応ソケット: Socket 478

| CPU                   | CPU            | CPU               | TDP (W) | FSB (MHz) |
| コア数 （スレッド数） | クロック (GHz) | L2キャッシュ (MB) | TDP (W) | FSB (MHz) |
| --------------------- | -------------- | ----------------- | ------- | --------- |
| 1 (2)                 | 3.4E           | 1                 | 103     | 800       |
| 1 (2)                 | 3.2E           | 1                 | 103     | 800       |
| 1 (2)                 | 3.0E           | 1                 | 89      | 800       |
| 1 (2)                 | 2.8E           | 1                 | 89      | 800       |
| 1 (1)                 | 2.8A           | 1                 | 103     | 533       |
| 1 (1)                 | 2.66           | 1                 | 89      | 533       |
| 1 (1)                 | 2.4            | 1                 | 89      | 533       |

- 対応ソケット: LGA775

| 型番 | CPU                   | CPU            | CPU               | TDP (W) | FSB (MHz) |
| 型番 | コア数 （スレッド数） | クロック (GHz) | L2キャッシュ (MB) | TDP (W) | FSB (MHz) |
| ---- | --------------------- | -------------- | ----------------- | ------- | --------- |
|      | 1 (2)                 | 4.0            | 2                 | 115     | 1066      |
| 672  | 1 (2)                 | 3.8            | 2                 | 115     | 800       |
| 670  | 1 (2)                 | 3.8            | 2                 | 115     | 800       |
| 662  | 1 (2)                 | 3.6            | 2                 | 115     | 800       |
| 660  | 1 (2)                 | 3.6            | 2                 | 115     | 800       |
| 650  | 1 (2)                 | 3.4            | 2                 | 84      | 800       |
| 640  | 1 (2)                 | 3.2            | 2                 | 84      | 800       |
| 630  | 1 (2)                 | 3.0            | 2                 | 84      | 800       |
| 620  | 1 (2)                 | 2.8            | 2                 | 84      | 800       |
| 580  | 1 (2)                 | 4.0            | 1                 |         | 800       |
| 571  | 1 (2)                 | 3.8            | 1                 | 115     | 800       |
| 570J | 1 (2)                 | 3.8            | 1                 | 115     | 800       |
| 570  | 1 (2)                 | 3.8            | 1                 | 115     | 800       |
| 561  | 1 (2)                 | 3.6            | 1                 | 115     | 800       |
| 560J | 1 (2)                 | 3.6            | 1                 | 115     | 800       |
| 560  | 1 (2)                 | 3.6            | 1                 | 115     | 800       |
| 551  | 1 (2)                 | 3.4            | 1                 | 84      | 800       |
| 550J | 1 (2)                 | 3.4            | 1                 | 84      | 800       |
| 550  | 1 (2)                 | 3.4            | 1                 | 84      | 800       |
| 541  | 1 (2)                 | 3.2            | 1                 | 84      | 800       |
| 540J | 1 (2)                 | 3.2            | 1                 | 84      | 800       |
| 540  | 1 (2)                 | 3.2            | 1                 | 84      | 800       |
| 531  | 1 (2)                 | 3.0            | 1                 | 84      | 800       |
| 530J | 1 (2)                 | 3.0            | 1                 | 84      | 800       |
| 530  | 1 (2)                 | 3.0            | 1                 | 84      | 800       |
| 521  | 1 (2)                 | 2.8            | 1                 | 84      | 800       |
| 520J | 1 (2)                 | 2.8            | 1                 | 84      | 800       |
| 520  | 1 (2)                 | 2.8            | 1                 | 84      | 800       |
| 524  | 1 (2)                 | 3.06           | 1                 | 84      | 533       |
| 517  | 1 (2)                 | 2.93           | 1                 | 84      | 533       |
| 519K | 1 (1)                 | 3.06           | 1                 | 84      | 533       |
| 519J | 1 (1)                 | 3.06           | 1                 | 84      | 533       |
| 519  | 1 (1)                 | 3.06           | 1                 | 84      | 533       |
| 516  | 1 (1)                 | 2.93           | 1                 | 84      | 533       |
| 515J | 1 (1)                 | 2.93           | 1                 | 84      | 533       |
| 515  | 1 (1)                 | 2.93           | 1                 | 84      | 533       |
| 511  | 1 (1)                 | 2.8            | 1                 | 84      | 533       |
| 510J | 1 (1)                 | 2.8            | 1                 | 84      | 533       |
| 510  | 1 (1)                 | 2.8            | 1                 | 84      | 533       |
| 506  | 1 (1)                 | 2.66           | 1                 | 84      | 533       |
| 505J | 1 (1)                 | 2.66           | 1                 | 84      | 533       |
| 505  | 1 (1)                 | 2.66           | 1                 | 84      | 533       |

Tejas

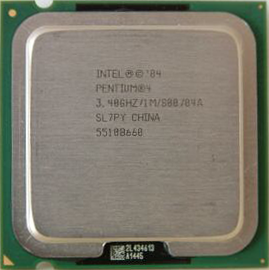
Pentium 4 551 (3.40GHz LGA775)

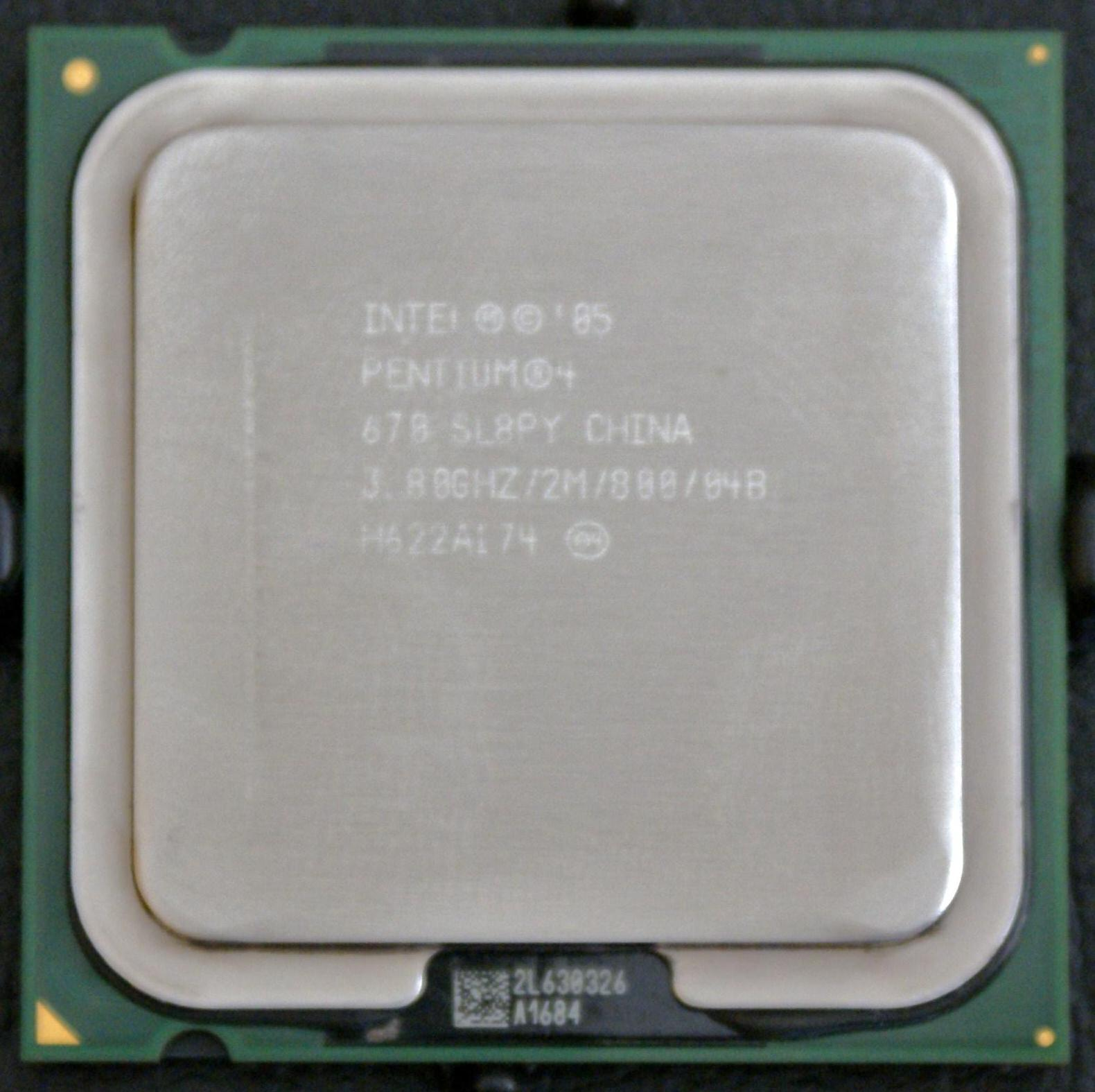
Pentium 4 670 (3.80GHz LGA775)

2004年リリースを目標に、Prescottに続く第四世代のPentium 4としてIDF Spring 2003にてコンセプトが公開され、低消費電力で発熱量を抑えた静かなコンパクト筐体を実現できるとされたが、リーク電流増大による熱問題が解決できず、「デュアルコアの利点が以前より明確になった」として開発中止になった。
Tejasは以下の特徴を持ち、Hyper-Threadingの拡張によってTPC (Threads per Cycle) を高める方向であったと考えられている。当時、次世代Hyper-Threadingとしてシングルスレッドのアプリケーションでもヘルパースレッドと呼ばれる投機スレッドを実行し、前もってキャッシュにデータをコピーさせ、パイプラインストールの時間および回数を軽減することで処理性能も向上させる構想が発表されていた。
- 90nm
- 4.4GHz～
- シングルコア
- 拡張版Hyper-Threading
- 大容量キャッシュ
- 8個の新命令 (Tejas New Instructions)
- FSBの高速化
- LGA775
- TDP 100W
- 213mm2

Tejas開発中止の代替として、市場への新製品投入スパン維持をPrescottが担い、それをMCMによってデュアルコアとしたPentium Dが投入された。
CedarMill

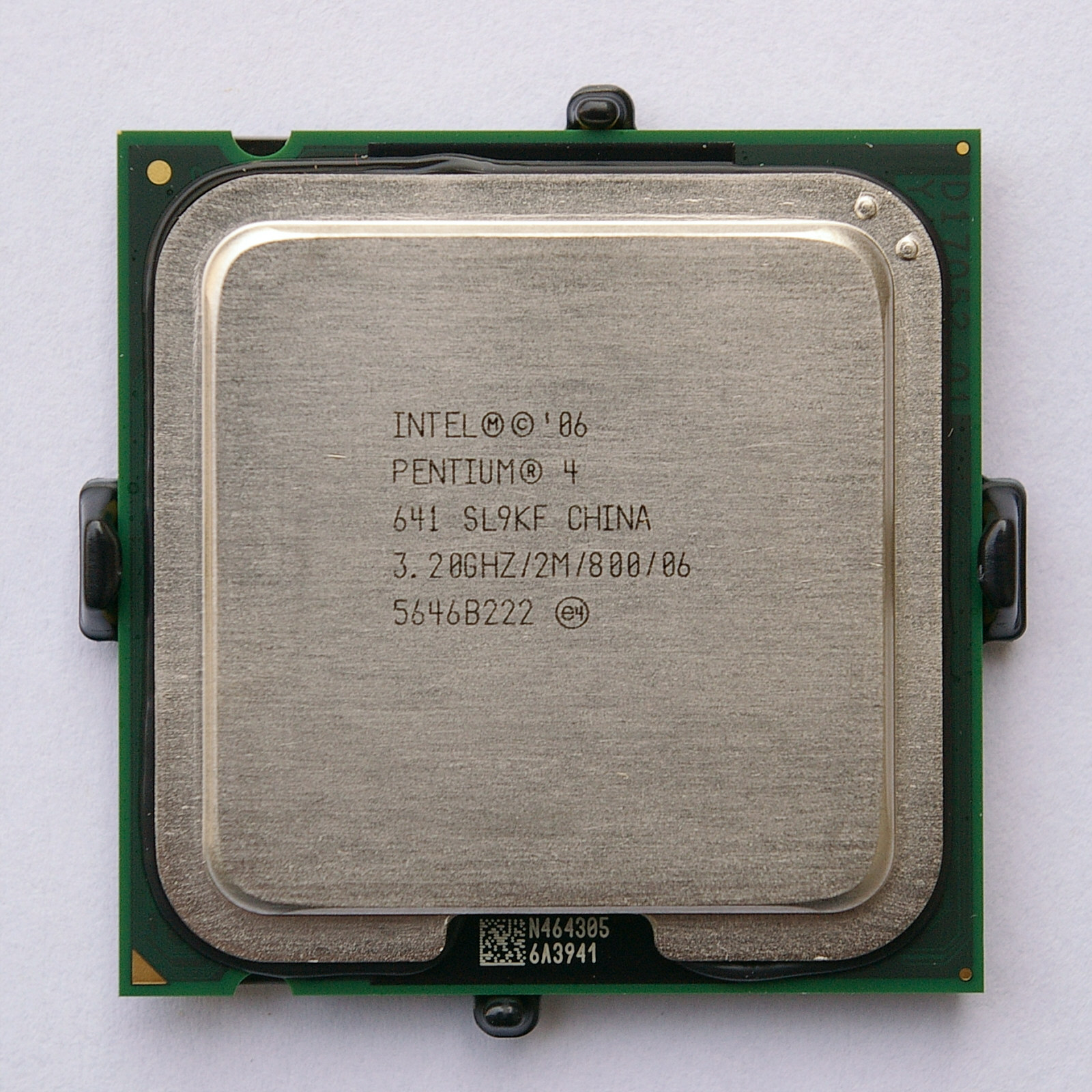
Pentium 4 641 (3.20GHz LGA775)
四辺から覗く黒い樹脂製の突起は、端子面を覆っている静電破壊防止用の端子カバーを留めている爪である（CPUの構造物ではない）

2006年1月に発表された第五世代のPentium 4。CedarMillはTejasの製造プロセスルールを微細化したものとして計画されていたが、Tejasが開発中止となったため（L2キャッシュが2MBの）Prescottをそのまま65nmプロセスルールに微細化したものに変更された。性能や機能はPrescottと同等で、プロセッサー・ナンバーも同等性能のPrescottよりも1大きいものに留まっている。Pentium Dの下位製品として位置付けされた。Prescottと同じく消費電力は多かったが、後に改良によって他社製品と特に変わらない程度まで低下している。その上価格もPrescottより大きく引き下げられており、コストパフォーマンスが高い商品となった。しかし事実上の後継製品であるIntel Core 2への市場移行を速やかに促すべく、大きく宣伝されることは無く終息を待つこととなる。
ステッピング変更によって消費電力が大きく引き下げられた物は、Prescottに比べて優れたオーバークロック耐性を持つ事が知られている。
対応するインテル チップセットは、
- Intel 955X
- Intel 945シリーズ
- Intel 925Xシリーズ
- Intel 915シリーズ

である。
- 対応ソケット: LGA775

| 型番 | CPU                   | CPU            | CPU               | TDP (W) | FSB (MHz) |
| 型番 | コア数 （スレッド数） | クロック (GHz) | L2キャッシュ (MB) | TDP (W) | FSB (MHz) |
| ---- | --------------------- | -------------- | ----------------- | ------- | --------- |
| 661  | 1 (2)                 | 3.6            | 2                 | 86      | 800       |
| 651  | 1 (2)                 | 3.4            | 2                 | 86      | 800       |
| 641  | 1 (2)                 | 3.2            | 2                 | 86      | 800       |
| 631  | 1 (2)                 | 3.0            | 2                 | 86      | 800       |